# برونو هررو
برونو هررو (انگلیسی: Bruno Herrero؛ زادهٔ ۱۳ فوریهٔ ۱۹۸۵) بازیکن فوتبال اهل اسپانیا است.
از باشگاه‌هایی که در آن بازی کرده‌است می‌توان به باشگاه فوتبال نورث‌ایست یونایتد، باشگاه فوتبال بوریرام یونایتد، باشگاه فوتبال خرز، باشگاه فوتبال رئال مورسیا، باشگاه فوتبال ژیرونا، و باشگاه فوتبال سویا اشاره کرد.
وی همچنین در تیم ملی فوتبال زیر ۱۸ سال اسپانیا بازی کرده‌است.